# Katrin Cartlidge
Katrin Juliet Cartlidge (Londra, 15 maggio 1961 – Londra, 7 settembre 2002) è stata un'attrice britannica.

## Biografia
Dopo aver iniziato la sua carriera come modella e attrice teatrale, nel 1982 apparve nella celebre serie televisiva britannica Brookside, ambientata a Liverpool. Approdata al cinema nel 1987 con un ruolo nella commedia grottesca Mangia il ricco, iniziò un percorso professionale che la portò a collaborare con alcuni grandi registi del cinema europeo: Mike Leigh che la diresse in Naked - Nudo (1993), Ragazze (1997) e Topsy-Turvy - Sotto-sopra (1999), Lars von Trier, per il quale recitò in Le onde del destino (1996), Milčo Mančevski, che la diresse in Prima della pioggia (1994), Leone d'oro al festival di Venezia, e Danis Tanović, per il quale recitò in No Man's Land (2001), Oscar al miglior film straniero nel 2002. 
Morì prematuramente all'età di 41 anni per complicazioni legate a una polmonite e a una forma di setticemia.

## Filmografia

### Cinema
- Mangia il ricco (Eat the Rich), regia di Peter Richardson (1987)
- Naked - Nudo (Naked), regia di Mike Leigh (1993)
- Prima della pioggia (Pred doždot), regia di Milčo Mančevski (1994)
- Le onde del destino (Breaking the Waves), regia di Lars von Trier (1996)
- Saint-Ex, regia di Anand Tucker (1996)
- Ragazze (Career Girls), regia di Mike Leigh (1997)
- Claire Dolan, regia di Lodge Kerrigan (1998)
- Hi-Life, regia di Roger Hedden (1998)
- Topsy-Turvy - Sotto-sopra (Topsy-Turvy), regia di Mike Leigh (1999)
- Il mistero dell'acqua (The Weight of Water), regia di Kathryn Bigelow (2000)
- No Man's Land, regia di Danis Tanović (2001)
- La vera storia di Jack lo squartatore - From Hell (From Hell), regia di Albert e Allen Hughes (2001)

### Televisione
- Brookside - soap opera (1982-1983)
- Cenerentola per sempre (Cinderella), regia di Beeban Kidron (2000) - film TV
- Sword of Honour, regia di Bill Anderson (2001) - film TV
- Surrealissimo: The Trial of Salvador Dali, regia di Richard Curson Smith (2002) - film TV

## Doppiatrici italiane
Nelle versioni in italiano delle opere in cui ha recitato, Katrin Cartlidge è stata doppiata da:
- Anna Cesareni in Naked - Nudo
- Alessandra Cassioli in Le onde del destino
- Roberta Paladini in La vera storia di Jack lo squartatore - From Hell
- Emanuela D'Amico in Cenerentola per sempre
- Maria Pia Di Meo in Sword of Honour
- Roberta Gasparetti in Il mistero dell'acqua